# Dama de Bietikow
A Dama de Bietikow é o nome de um ser humano cujos restos mortais foram encontrados na região de Brandemburgo, próximo à Berlim, em maio de 2020, durante as escavações  para a instalação de turbina eólicas.

## Descoberta e características
Em maio de 2020, enquanto operários cavavam o solo para a instalação de turbinas eólicas em Bietikow, na região de Brandemburgo, Alemanha, encontraram as ossadas de uma mulher que viveu, provavelmente, entre 3.400 e 3.330 anos a.C., no período Neolítico, sendo contemporânea de Ötzi, descoberto em 1991, porém seu estado de conservação é completamente diferente devido as condições climáticas. O esqueleto estava em posição agachada, como era típico dos funerais do período, e junto dos ossos estavam tecidos, que foram parcialmente conservados.
Estima-se que a dama de Bietikow morreu com uma idade entre 30 e 45 anos, e de acordo com o desgaste dos dentes, a alimentação era baseada em cereais, o que reafirma a introdução de grãos na alimentação, conforme estudos anteriores. Ainda não se sabe se a mulher era proven iente do local onde foi encontrada, necessitando de mais estudos para esta confirmação.